# Ait Siberne
Ait Siberne  (in arabo أيت سيبرن‎?) è un centro abitato e comune rurale del Marocco situato nella provincia di Khémisset, regione di Rabat-Salé-Kénitra. Conta una popolazione di 4 900 abitanti (censimento 2014).